# Loại thải

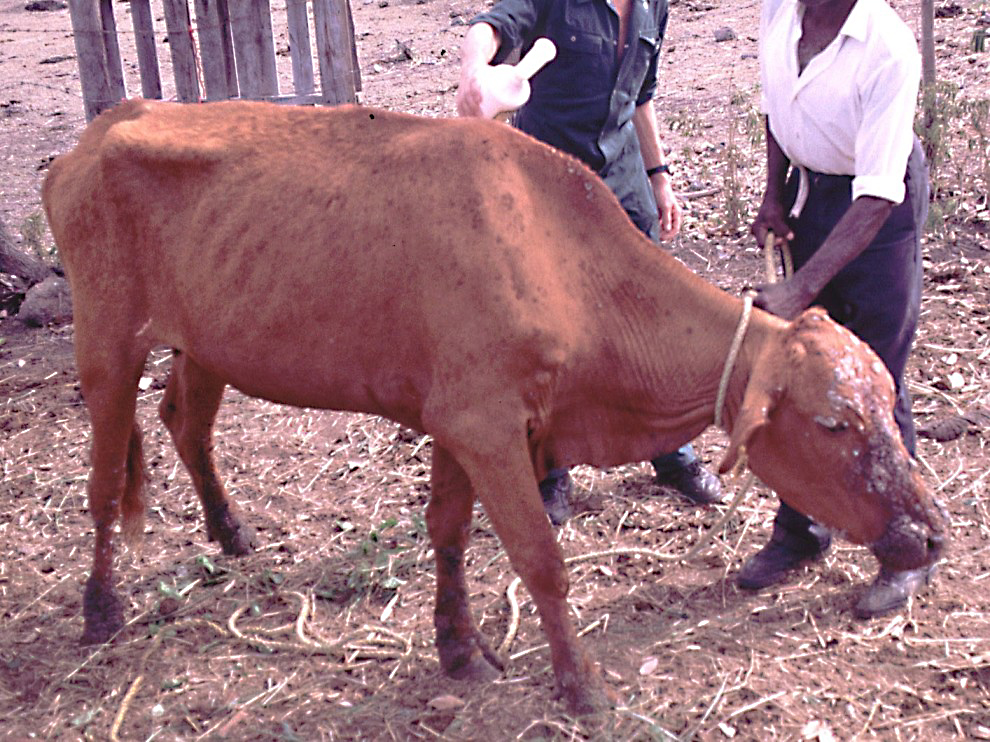
Một con bò bệnh thải loại ở Ấn Độ

Loại thải (tiếng Anh: Culling) hay Vật nuôi thải loại chỉ việc tiêu hủy, loại bỏ đi những cá thể không mong muốn hoặc đã chết do dịch bệnh hiện nay, khái niệm này được mở rộng hơn, vì sự rời đi của con bò ra khỏi đàn do việc bán (sold), giết mổ (slaughter), tận thu (salvage) hoặc bị chết (died) đều được gọi là loại thải, tương ứng là thuật ngữ tỉ lệ hao hụt (Herd turnover rate). Tại Anh, thuật ngữ Culling đôi khi được sử dụng để mô tả việc giết hàng loạt trong giới hạn một loài đặc biệt nào có thể là do một loạt các lý do, như những con lửng bị tiêu huỷ tại Vương quốc Anh.
Nó còn là một khái niệm trong sinh học chỉ về quá trình loại bỏ các sinh vật từ một nhóm theo đặc điểm mong muốn hoặc không mong muốn còn gọi là tiêu hủy có chọn lọc, ví dụ như loại thải theo giới tính của những con gà trống non trong đàn gà nuôi lấy trứng. Trong chăn nuôi động vật, loại thải là quá trình loại bỏ hoặc cách ly động vật từ một tỷ lệ chăn nuôi dựa trên các tiêu chí cụ thể, thông thường là hết giá trị sử dụng, quá tuổi, chất lượng của vật nuôi giảm. Đối với chăn nuôi và động vật hoang dã, tiêu huỷ thì thuật ngữ này thường đề cập đến những hành động giết chóc động vật.

## Phân loại
Loại thải được phân làm hai loại gồm: loại thải tự nguyện (voluntary) và loại thải không tự nguyện (involuntary). Loại đầu là cho trường hợp bán bò để nuôi vắt sữa hoặc cho mục đích khác với điều kiện bò được bán bình thường về sức khỏe cũng như năng suất bình thường. Loại sau là trường hợp bò bị loại thải do viêm vú, què quặt, sinh sản kém, bệnh tật, tử vong. Cách phân loại này không phản ánh thực tế của quyết định loại thải hoặc bản chất lý do tại sao con bò được loại thải. Quá trình phân loại nguyên nhân loại thải hay bị mắc lỗi thiên lệch và sai.
Một cách phân loại mới và được đề nghị sử dụng đó là loại thải kinh tế (Economic culling) và loại thải sinh học (biological culling) cũng được gọi là loại thải cưỡng bức. Loại đầu xảy ra khi ta tiến hành loại những con bò không thể để sản xuất tiếp, hoặc ví dụ bị sét đánh, vô sinh, bị thương tích không chữa được, mắc bệnh lao. Loại thải loại này thường chiếm tỉ lệ nhỏ. Loại thải kinh tế xẩy ra khi người chăn nuôi loại bỏ đi loại bò "không kinh tế" và có thể thay thế chúng bằng các con bò mới mang lại lợi ích hơn cho kinh tế cho người nuôi.

## Vật nuôi loại thải

### Ở bò

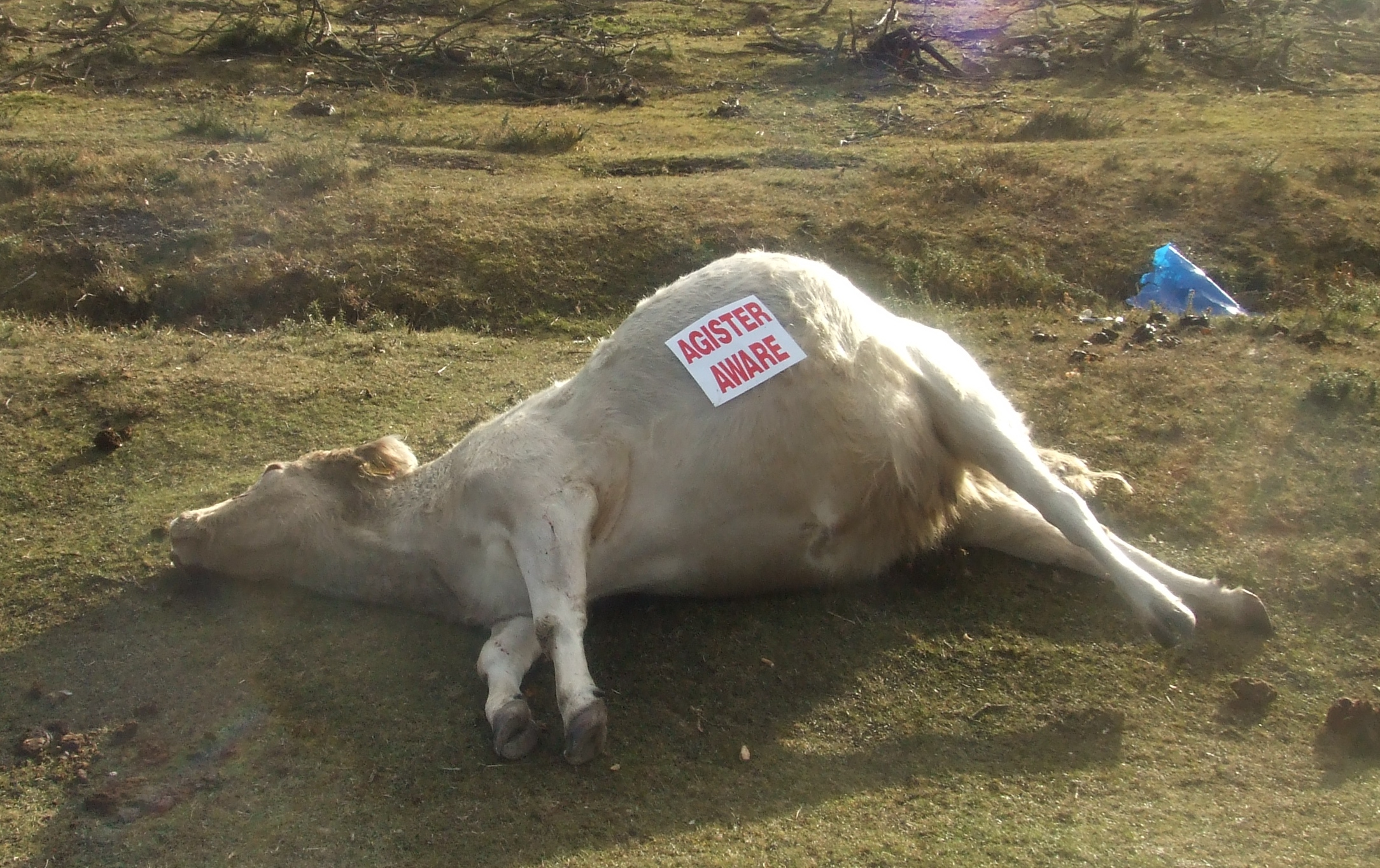
Một con bò thải loại chết ở Anh

Không có chuẩn mực cho việc loại thải đối với công tác chăn chăn nuôi bò, một số tác giả cho rằng việc loại thải bò sữa phụ thuộc vào: Số lượng bò sữa cần có, khả năng thay thế, Giá trị bò bán đi, Giá trị bò thải loại, Trạng thái chửa, Lượng sữa cần có để đủ trang trải chi phí. Thông thường giới hạn ở một hoặc hai sự lựa chọn, danh sách thường bao gồm sinh sản, viêm vú, vú biến dạng, chết, sản xuất thấp, chấn thương, bán để khai thác sữa, đau bàn chân và chân, bệnh, và lý do khác, nguyên nhân cuối cùng vốn rõ ràng và sát thực với sự việc loại thải (thí dụ như bị máy xúc đập, hoặc chết không rõ).
Ngoài ra, nông dân đã được tự thay đổi tiêu chí loại thải và đưa ra quyết định dựa trên các yếu tố xã hội học, thêm vào những yếu tố kinh tế hoặc sinh học. Một số vấn đề quan trọng góp phần vào nguy cơ của một con bò bị tiêu huỷ, lý do tiêu hủy thành bảy loại, không bao gồm cái chết trên sữa, thất bại sinh sản là nguyên nhân hàng đầu đưa ra cho tiêu huỷ, tiếp theo là viêm vú và bầu vú vấn đề, què quặt, sản xuất kém, bệnh tật, gây hấn, các hệ thống ghi lại sữa loại trừ khử bởi các điểm đến đầu tiên (bán, giết mổ, cứu hộ, hoặc chết tại trang trại), và cho phép nhiều lựa chọn các lý do cụ thể được xác định trước để mô tả tốt hơn việc loại bỏ các cá thể bò.
Nhưng lý do loại thải đa phần xa xôi, ít rõ ràng, và đa yếu tố, như một con bò được nuôi kém trong quá trình chuyển từ bò cạn sang vắt sữa, ketosis phát triển và lệch dạ múi khế, nhiễm trùng vú mãn tính do miễn dịch suy giảm, nhưng lại bị chuyển nhanh chóng sang chế độ ăn nhiều tinh bột và vì thế tính toan dạ cỏ tăng lên và bò mắc bệnh đau chân tiếp, rất chậm chạp trở lại động dục và không muốn đứng yên để phối giống, không bao giờ phối giống thành công và cuối cùng bị loại 14 tháng sau khi sinh với sản xuất kém, số lượng tế bào soma cao mãn tính, què, và trong tình trạng cơ thể kém. việc đưa ra một lý do duy nhất để tiêu hủy được sinh ra trong một nghiên cứu của một số lượng nhỏ các trang trại bò sữa New England nơi người nuôi bò để bán sữa đã được phép cung cấp lên đến ba lý do để chọn lọc, khoảng 35% các trường hợp đã được đưa ra hai lý do, 11% ba lý do.

### Ở gà

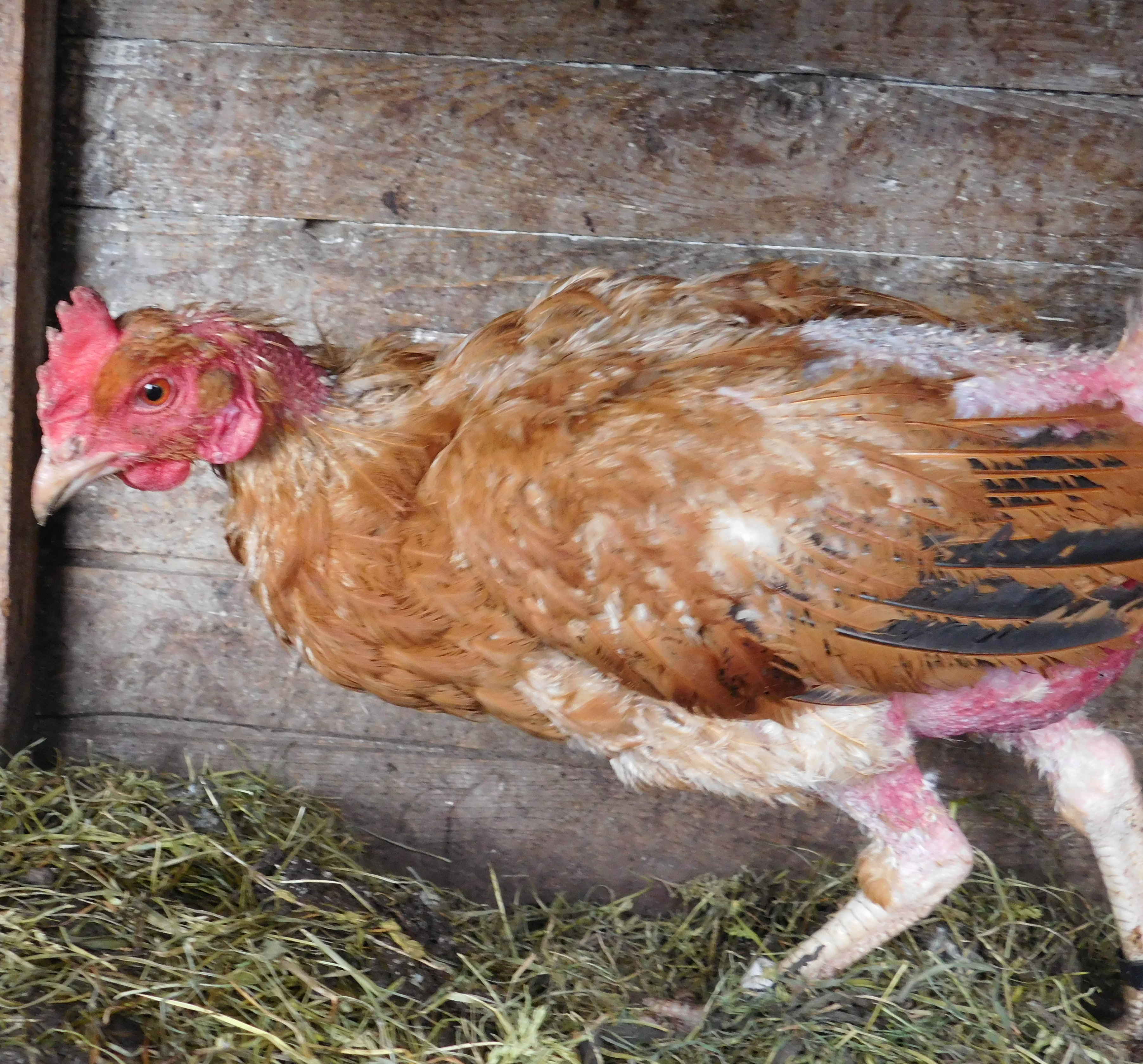
Một con gà thuộc đối tượng thải loại

Những con gà trong đối tượng bị loại thải còn gọi là gà thải loại, gà rác. Đối với các giống gà thịt, khi đạt đến độ tuổi, chúng sẽ được áp dụng quy trình vổ béo để xuất chuồng, làm thịt do đó không có khái niệm gà thải loại đối với giống này. Thuật ngữ gà thải loại được dùng để chỉ những con gà chuyên trứng sau khi hết vòng sinh sản thì sẽ bị loại và thải đi để dành chỗ cho lứa gà khác theo một chu trình công nghiệp được lập trình sẵn. Việc xử lý những con gà thải loại được thực hiện khác nhau mở mỗi quốc gia theo các cách thức khác nhau.
Các nước phát triển như Nhật, Mỹ, Hàn Quốc thì người dân không ăn loại gà này và nhìn chung các nước không sử dụng gà thải là thực phẩm cho bữa ăn hàng ngày tuy vậy vẫn có một bộ phận nhỏ người dân có thu nhập thấp ở các vùng nông thôn sử dụng sản phẩm gà đông lạnh này, người dân ở các nước Hàn Quốc, Trung Quốc và cả châu Phi vẫn sử dụng loại gà này làm thức ăn, tuy nhiên, do giá bán rẻ và không tiêu thụ hết nên họ phải xuất sang nước thứ 3 Có nhiều nước không cho nhập khẩu loại gà đẻ loại thải, người dân các nước phát triển như Nhật, Mỹ, châu Âu, ngay cả Hàn Quốc cũng không ăn loại gà này, chỉ sử dụng làm thức ăn của chó, mèo thậm chí còn phải trả chi phí môi trường để tiêu huỷ, với các nước có nền chăn nuôi phát triển các gà thải loại thường được họ sấy khô và xay ra làm thức ăn cho gia súc chứ người dân không sử dụng.
Mặc dù, có giá thành rất rẻ, nhưng người tiêu dùng nội địa của Trung Quốc hay Hàn Quốc không ăn loại thịt gà này vì loại gà thải loại thường trải qua nhiều lần đẻ trứng, nên thịt gà rất dai, không hợp khẩu vị của người tiêu dùng. Gà đẻ chỉ dùng để khai thác trứng, nên họ không chú ý đến chất lượng thịt, có thể trong quá trình nuôi, họ tiêm thuốc kích thích tạo trứng vào gà. Khi ăn phải loại gà này, các chất tồn dư như kháng sinh có thể làm giảm sức đề kháng của người tiêu dùng, dị ứng nếu người ăn dị ứng với kháng sinh, gây ra kháng thuốc, kháng kháng sinh ở người.Cho dù việc trộn hormon tăng trọng đã bị cấm nhưng có thể người chăn nuôi vẫn lén lút sử dụng, vì thế, trong vật nuôi lâu năm có thể có dư lượng từ các chất tăng trọng, ảnh hưởng trực tiếp đến hormon của con người... Ngoài ra còn nhiều chất gây ung thư, tim mạch... có tác hại rất lớn đến sức khỏe con người.
Thông thường, một con gà đẻ loại thải (thường sau khi đã khai thác hết trứng) có tuổi đời khoảng 15 - 18 tháng tính từ lúc mới nở. Gà đẻ loại thải sau khi khai thác hết trứng thịt sẽ không còn ngon, thơm nữa. Đối với gà loại này, các chất protein, chất béo còn rất ít nên có ăn cũng không có nhiều tác dụng đến sức khoẻ, vòng đời con gà đẻ loại thải thường phải tiêm chích nhiều kháng sinh mới có đủ sức đề kháng. Vòng đời của một con gà đẻ loại thải tính từ con giống phải chích năm loại vắcxin. Thời gian để vắcxin hết hiệu lực trong cơ thể con gà đẻ trong vòng một tuần. Nếu sớm hơn thì nguy cơ tồn dư kháng sinh là rất lớn và chỉ sử dụng gà đẻ loại thải làm thức ăn gia súc chứ không đem cho người ăn. Nhưng ở Việt Nam, đa phần khách hàng chọn loại gà này vì giá rẻ, ăn dai và giòn như gà ta. Còn gà công nghiệp thì thịt lại nhão, mà giá cũng cao, gà tam hoàng thì ăn có ngon hơn nhưng giá cũng cao còn gà ta thì giá lại rất cao.
Tại những trại gà ở Trung Quốc, gà đẻ đã khai thác hết trứng, gà bệnh, gà có dị tật bẩm sinh đều được xếp vào loại gà thải loại. Loại gà này, sau khi khai thác hết trứng, thường bị thải ra để cho lớp gà tơ thế chỗ. Thông thường, thịt của loại gà thải loại, được các trại nhập cho các nhà máy sản xuất thức ăn chăn nuôi. Loại thịt này được băm nhỏ, trộn với nhiều hợp chất khác, sau đó được xuất sang các nước châu Âu và chỉ dùng làm thức ăn chăn nuôi, đặc biệt là dùng làm thức ăn cho chó. Không chỉ có ở Trung Quốc, nước xuất khẩu gà lớn trong khu vực châu Á là Hàn Quốc cũng xử lý gà thải loại theo hình thức tương tự. Ở một số nơi ở Việt Nam gà thải loại từ các trại chăn nuôi trong nước thường được đem vào bán cho trang trại nuôi cá sấu và cơ sở chế biến thức ăn chăn nuôi.
Do tâm lý người tiêu dùng chuộng gà dai hơn gà công nghiệp và giá của các loại gà này cũng rẻ hơn so với gà tươi trong nước do đó từ lâu Việt Nam được coi là thị trường béo bở cho những sản phẩm tạp nham từ cổ, cánh gà và gần đây là gà dai loại thải từ Trung Quốc, Hàn Quốc, đây là những sản phẩm chỉ được các nước sử dụng để chế biến thức ăn gia súc do chất lượng kém, không đảm bảo an toàn vệ sinh thực phẩm. Gà thải loại Hàn Quốc có độ giòn, dai nên rất được nhiều người ưa thích chọn làm đồ nhắm.
Gà dai Hàn Quốc hay còn được gọi với cái tên khác như gà già hay gà thải loại, gà đẻ loại, gà không đẻ trứng, gà dai bọng, gà dai bong, gà sla là giống nuôi với mục tiêu lấy trứng chứ không phải lấy thịt. Sau khi nuôi khoảng 550 ngày tuổi lấy khoảng 300 trứng thì gà sẽ bị loại thải, xuất xứ tên gà dai là do gà nuôi đẻ trứng đã quá lứa, không còn cho năng suất trứng cao, nên các trang trại thải loại để nuôi đàn mới gà Hàn Quốc thực chất là loại gà đẻ nhiều lứa bị thải loại khỏi đàn, được nhập khẩu về Việt Nam, gà già, thải loại, đông lạnh này chất lượng dinh dưỡng không còn tốt, thậm chí biến chất. Gà nhập từ Hàn Quốc giá rẻ đáng ngờ vì có thể đó là gà đẻ thải loại. Loại gà này ít có nước nào ăn vì bị chích nhiều kháng sinh để gà đẻ nhiều trứng. Hết chu kỳ, họ dùng làm thức ăn chăn nuôi, phân bón. Trước đây, người tiêu dùng tẩy chay loại gà này nên sau đó không thấy nhập. Việt Nam đã nhập trở lại và xuất hiện nhiều trong các chợ, siêu thị, cửa hàng.
Gà này ăn dai và giòn nhưng không thơm, ngon như gà ta, thịt chúng rất dai, luộc gần cả giờ đồng hồ mà con gà vẫn dai nhách, con gà ta chỉ luộc chừng 30 phút là chín, còn gà không đầu luộc hoài mà lấy đầu đũa chọc vào vẫn không xuyên qua thịt, đó là loại gà đẻ, thân mình săn chắc, lớp da dày, dai do đã 17-18 tháng tuổi. Gà dai Hàn Quốc chỉ là gà đẻ thải loại có chất tồn dư chất kháng sinh cao, nhưng người dân Việt Nam vẫn sử dụng, thậm chí vẫn cho phép nhập khẩu sản phẩm này dùng để chế biến thức ăn. Gà dai đã hết giá trị dinh dưỡng, chỉ dùng làm thức ăn cho gia súc. Trong suốt vòng đời để trứng, con gà được tiêm nhiều loại vắc xin nên khi loại thải không đảm bảo làm thực phẩm cho người.
Ở Việt Nam, một lượng gà thải loại lớn còn được chuyển qua đường chính ngạch từ Hàn Quốc về Việt Nam. Loại gà này được bày bán ở hầu hết các chợ, siêu thị với giá rất cạnh tranh. Tính chung Việt Nam đã từng nhập 1.250 tấn gà dai nhập từ Hàn Quốc, nghĩa là mỗi tháng khoảng 100 tấn. Bình quân mỗi con khoảng 1,5 kg, tức mỗi tháng nhập khoảng 60.000 con. mỗi con gà dai bong có trọng lượng khoảng 1,1-1,5 kg làm sẵn, chặt đầu, ướp đông, đóng vào trong các bịch nilon. Việt Nam đã nhập khẩu gà không đẻ trứng (hay gà thải loại từ Hàn Quốc bằng con đường chính ngạch để bán tại các siêu thị, cửa hàng ở khắp nơi. Ở Hàn Quốc và nhiều nước khác chỉ xem là phế phẩm, chế biến làm thức ăn gía súc. Ngoài bán nguyên con, sản phẩm này còn được chặt nhỏ, bán từng phần với giá dao động từ 75.000 - 100.000 đồng mỗi kg tùy từng bộ phận như cánh gà, đùi gà, ức gà...Hầu hết các sản phẩm chế biến sẵn đều không có nhãn mác, nguồn gốc nguyên liệu, nơi chế biến... Khách hàng chọn mua sẽ được nhân viên quầy hàng gói vào một túi nilon, kèm theo vài gói gia vị như tương ớt, tương cà.
Có khá nhiều người chọn mua loại này thay vì chọn gà Tam hoàng, gà công nghiệp, nó dai chẳng khác gì gà ta, thịt nó dai dai, mùi vị chẳng khác gì gà công nghiệp 1 kg gà công nghiệp có giá đắt mà thịt lại nhão còn gà ta và gà tam hoàng cũng đặt. Còn gà nhập khẩu thịt dai giá rẻ hơn mua về kho gừng ăn  Dù là gà thải, nhưng rất nhiều người tiêu dùng phải mướt mồ hôi xếp hàng chờ hàng tiếng đồng hồ, thậm chí chen lấn, giành giật mong mua cho được để mang về ăn. Do gà dai bọng luộc lên thịt không khác gì mấy so với gà ta nên các quán phở, nhà hàng, khách sạn mua khá nhiều. Gà luộc dai bọng, về độ dai không khác biệt lắm, nhưng nhai kỹ sẽ thấy thịt gà không thơm, không ngon như gà nuôi trong nước.

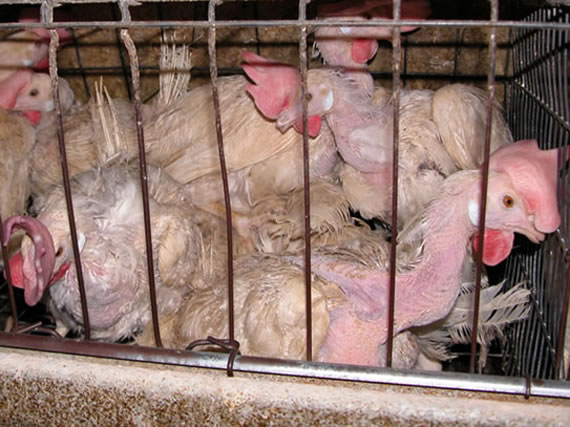
Những con gà công nghiệp có bộ lông xù xì, hay bị trụi lông ở cổ do ở trong lồng chúng phải vươn cổ dùng mỏ lấy thức ăn, cổ chạm vào lồng sắt nên hay bị rụng lông dưới vùng cổ

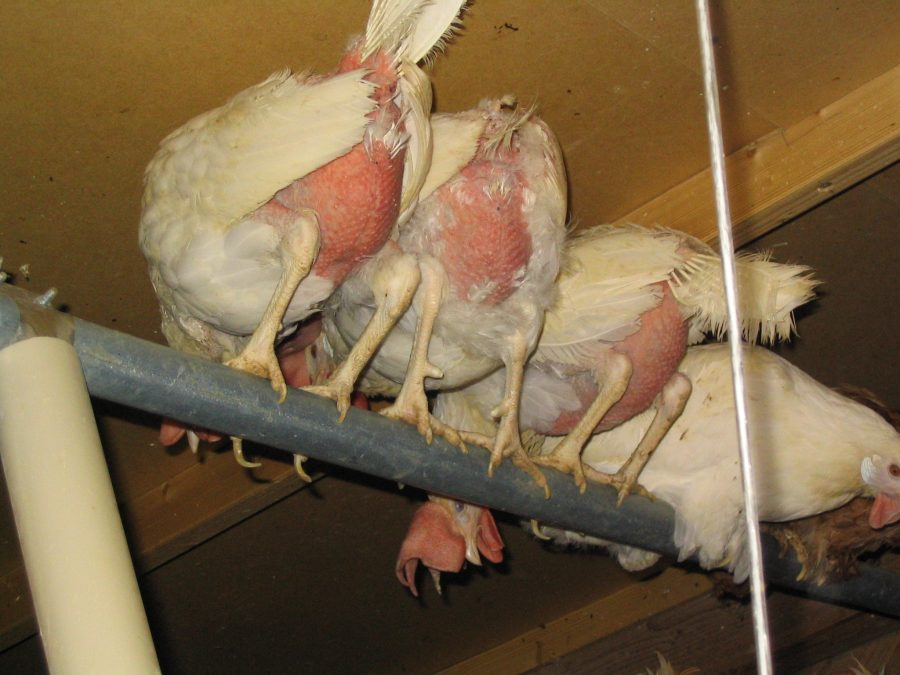
Do gà đẻ nhiều nên hậu môn của gà rất to, trắng hay ướt nhưng buồng trứng teo lại và da bụng sần sùi, lông rụng nhiều

Gà trọc đầu hay gà đầu trọc là loại gà thải của Trung Quốc, nhập lậu về Việt Nam. Đây là loại gà đã khai thác hết trứng, bị bệnh hoặc có dị tật bẩm sinh, giá rẻ. Loại gà này thường có nguồn gốc không rõ ràng và đa phần được nhập lậu từ Trung Quốc. Gà loại thải thường là giống gà nuôi đẻ trứng, nuôi từ 1 năm đến 1,5 năm, người chăn nuôi phải liên tục trộn kháng sinh lẫn vào thức ăn của gà để phòng bệnh, trong thịt gà thải loại có tồn dư kháng sinh. Chúng là gà siêu trứng có màu lông vàng, đẻ quả trứng màu vàng sẫm, gà đẻ sau khi nở khoảng 20 tuần sẽ bắt đầu đẻ trứng, mỗi ngày gà đẻ được một quả. Sau khi đẻ hết trứng, gà sẽ được vỗ béo để bán ra thị trường.
Đối với các con gà lấy trứng thải loại, chúng có hình dáng đặc trưng như gà nuôi đẻ trứng thường là gà nuôi theo đàn, nuôi theo kiểu công nghiệp và hay cho ăn theo máng. Do đó gà ở trong lồng phải vươn cổ dùng mỏ lấy thức ăn, cổ chạm vào lồng sắt nên hay bị rụng lông dưới vùng cổ, ở vùng lông ở cổ thường bị rụng lông, da cổ sần dày, chai, thân gà có nhiều khối u xanh tím, dạ con và hậu môn to, buồng trứng teo lại (do đẻ nhiều) cũng do chúng là gà già lại nuôi nhốt lâu trong chuồng để lấy trứng nên lông xù xì, màu nâu, trọng lượng tương đối
Những con gà này có đặc điểm phần lông trên mình gà rụng gần hết, đặc biệt là vùng đầu, cổ và ức rụng hết lông, lông đuôi trụi lủi, gà lúc nào cũng trong tình trạng mệt mỏi, mắt lờ đờ, mào nhợt nhạt và rủ sang một bên. Sự ủ rũ, ốm yếu của đàn gà đầu trọc, khi có người bắt gà cũng chẳng buồn chạy, hoặc không còn đủ sức để chạy, khua tay hay gây tiếng động gà chỉ mở mắt yếu ớt. Bản thân con gà đã bị khai thác hết trứng, lông xơ xác, cơ thể yếu ớt và thường bị tiêm thuốc kích thích đẻ cùng nhiều kháng sinh khác nên lượng kháng sinh tồn dư trong gà khá cao.
Móng chân của loại gà thải loại Trung Quốc thường dài hơn móng chân của các loại gà khác, hậu môn của gà rất to, trắng hay ướt và da bụng sần sùi trong khi gà ta thì hậu môn hồng hào, co bóp tốt, không thấy có hiện tượng ướt, ra nước hoặc phân xuất hiện bất thường. Loại gà Trung Quốc da thường có da dầy, nhăn nheo và xù xì, thịt khi luộc lên có màu trắng bệch, dai, thậm chí có mùi giống như mùi kháng sinh khi ăn thấy gà nhạt và dai hơn bình thường. Gà ta có da mỏng, mềm bóng, lỗ chân lông mỏng và có độ đàn hồi cao, có một số vệt vàng lớn dưới ức và cánh.
Lông và mào gà của gà Trung Quốc thường trụi ở phần đầu và phần cổ, lông xơ xác, rụng nhiều, mào gà héo, ngả sang một bên, chân gà thường khô mốc và mỏ ngắn, không nhọn và quặp. Do đẻ trứng trong thời gian dài nên lông ở phần cổ và phần đầu bị trụi, thường bị rụng lông vùng cổ và đầu. Gà ta thì lông vàng đều, sáng và mượt, mào đỏ tươi, ngực chắc. Gà có vết bầm, tụ máu trên da, da đen sạm, có mùi thuốc kháng sinh và có mùi hôi. Cần kiểm tra xem gà có mở mắt hay không, nếu gà mở mắt, mắt sáng là gà ta còn khỏe mạnh Gà càng đẻ nhiều càng béo, lông kém mượt và rụng nhiều. Mỏ thường bị cắt cụt để chúng không mổ lẫn nhau và mổ trứng, móng gà thường mọc dài hơn.
Ngoài ra, thức ăn vỗ béo chủ yếu là cám tăng trọng, nước muối và thuốc giữ nước. Cám Trung Quốc có hàm lượng dinh dưỡng rất thấp, nhưng giá thành rẻ. Viên cám của Trung Quốc thường có màu vàng, và nếu sử dụng cám Trung Quốc, con gà có da màu vàng bóng, nhìn rất đẹp mắt, nhưng lại không có nhiều thịt và thịt bở. Thuốc giữ nước nhằm mục đích tích nước khiến cho gà tăng cân ảo nhanh chóng. Nước muối khiến cho gà không mất nước trong cơ thể nhưng khi tích tụ nước muối quá nhiều sẽ khiến cho toàn bộ lòng mề của gà bị thối rữa. Tuy nhiên, nhìn bên ngoài thì gà trông rất bắt mắt, nhưng bên trong con gà có thể có bọ bò lúc nhúc. Mỗi con gà nặng khoảng 2 kg thì sẽ có 0,5 kg nước do đó gà thải này có sức chịu đựng kém.
Gà Trung Quốc có giá trị dinh dưỡng không cao và gây nguy hại nhiều đến sức khỏe của người sử dụng. Loại gà này thường sử dụng thuốc kháng sinh, thuốc kích thích tăng trưởng. Khi ăn phải loại gà này, các chất tồn dư như kháng sinh sẽ làm giảm sức đề kháng của người tiêu dùng, gây ra tình trạng kháng thuốc, kháng kháng sinh ở người. Bên cạnh đó, nếu ăn phải nhiều lần gà thải loại Trung Quốc, cơ thể hấp thụ nhiều kháng sinh có thể tác động lên gen, gây tổn thương gen và có thể đột biến gen. Khi ăn phải gà có chứa nhiều chất tăng trọng, ảnh hưởng trực tiếp đến hoóc-môn của người. Ngoài ra gà Trung Quốc còn chứa nhiều chất gây ung thư, bệnh tim mạch... Ăn phải thịt gà tồn dư kháng sinh cũng làm giảm sự đáp ứng miễn dịch của cơ thể người, khiến cơ thể dần dần trở nên giảm sức đề kháng. Với trẻ em, ăn phải những thực phẩm tồn dư kháng sinh độc hại này, sức khỏe bị ảnh hưởng càng lớn.
Loại gà này được tiêu thụ rất mạnh tại Việt Nam, có khoảng 70.000 - 100.000 tấn mỗi năm vào thời kỳ cao điểm, lượng gà thải loại nhập lậu qua Quảng Ninh có thể lên đến 100 - 200 tấn/ngày, qua Lạng Sơn ước tới 100 tấn/ngày. Bình quân mỗi năm, có khoảng 70.000 - 100.000 tấn gà đẻ thải loại từ Trung Quốc nhập lậu. Nguyên nhân chính dẫn đến tình trạng gà "đầu trọc" ồ ạt nhập lậu là do chênh lệch giá rất cao. Trung bình mỗi ngày có khoảng 6 - 7 tấn gà lậu về chợ Hà Vỹ.Trên thực tế, khi Trung Quốc tạm dừng nhập gia súc thì gia súc, gia cầm không qua được biên giới của họ. Trong khi mặc dù các cơ quan chức năng cùng các lực lượng, địa phương vào cuộc nhưng gà Trung Quốc siêu rẻ vẫn tràn vào Việt Nam.
Các loại kháng sinh bị cấm sử dụng trong chăn nuôi rất nguy hại cho sức khỏe mọi người dân, nhất là trẻ nhỏ. Không ít người khi ăn phải thịt gà có tồn dư kháng sinh đã bị dị ứng, ăn nhiều thịt gà đó có thể bị kháng và nhờn thuốc kháng sinh, bị suy giảm sự miễn dịch và sức đề kháng, khiến cơ thể yếu ớt, luôn phụ thuộc vào kháng sinh. Do là loại gà thịt siêu trứng thải loại có nguồn gốc từ Trung Quốc loại gà này sau khi tận dụng triệt để lấy trứng, chủ trang trại phải tiêu hủy. Nhiều đối tượng hám lợi, bất chấp nguy cơ lây lan dịch bệnh cao vẫn tìm mọi cách tiêu thụ.Nhiều cửa hàng thịt sẵn rồi trà trộn để bán lẫn cùng gà ta, và được cung cấp cho các quán ăn, nhà hàng, Gà thải loại dễ trà trộn vào nhà hàng, quán ăn, gà thải loại Trung Quốc hiện ít được bán đến tay người tiêu dùng dưới dạng sống mà thường thịt sẵn để trà trộn với gà ta, gà Trung Quốc vì giá rẻ, dễ bán.
Hộ chăn nuôi và doanh nghiệp đều lo lắng gà lậu Trung Quốc sẽ tràn vào Việt Nam. Thực tế, trong nhiều năm cứ thời điểm nào giá gà trong nước tăng cao là gà lậu từ thị trường phía Bắc lại xuất hiện. Một vài chuyến gà chip Trung Quốc cho người chăn nuôi trong tỉnh. Do biên giới xiết chặt, hàng bị bắt khá nhiều nên giá gà mặt hàng này đến được tay người tiêu dùng hiện lên tới 9.000 - 10.000 đồng một con, tương đương giống gà lai mía trong nước. Đặc điểm giống gà này đều là trống, mẫu mã đẹp, nếu giá bán thấp hơn gà lai mía một chút nữa, hộ chăn nuôi sẽ nhập nhiều gà thịt lậu từ Trung Quốc, song là hàng gà trống chứ không phải mái thải loại
Nghi vấn nhập gà loại thải của Mỹ được đặt ra ở Việt Nam vì giá gà Mỹ nhập về Việt Nam rất rẽ, chỉ ở mức trên dưới 20.000 đồng/kg thì không thể. Rất có thể đây là gà cận đát, gà tồn kho mới có mức giá thấp. Nhiều người đặt nghi vấn về chất lượng gà ngoại giá rẻ bất thường dẫn đến hàng ngàn trại gà công nghiệp đang phải hoạt động cầm chừng và đứng trước nguy cơ phá sản vì giá gà giảm thê thảm. Có ý kiến cho rằng Nếu khẳng định gà nhập bán trong nước là gà thải loại thì không đúng. Cần lưu ý gà đẻ trứng có vòng đời kéo dài 76-78 tuần. Đến khi không thể khai thác trứng được nữa, con gà này bị giết thịt chứ không phải bỏ đi vì ăn không được.
Do bị khai thác trứng nên loại gà này không mập, thịt dai. Không ít người Việt thích thịt gà dai, do vậy một số doanh nghiệp nhập về rồi đưa ra thị trường. Người tiêu dùng Việt cứ nghĩ rằng giá thịt gà ngoại rẻ vì người nước ngoài không thích ăn cánh, đùi, cổ, chân, nội tạng gà. Họ chỉ ăn phần thịt ức, còn lại xuất bán sang Việt Nam với giá bèo. Các hãng thức ăn nhanh ở Mỹ như KFC, McDonald’s nổi tiếng trên khắp thế giới nhờ thực đơn đùi gà chiên, cánh gà chiên do đó có ý kiến cho rằng không có việc người dân nước ngoài không ăn đùi, cánh gà nên mới nhập về Việt Nam giá rẻ.
Giá gà công nghiệp dao động 21.000-22.000 đồng/kg, giảm hơn 30% so với cùng kỳ năm trước. Nguyên nhân lớn nhất khiến gà trong nước bị đẩy vào nguy cơ phá sản, theo các hiệp hội chăn nuôi và các trang trại là do thịt gà ngoại giá rẻ bất thường tràn vào. Giá bán cánh gà tại Mỹ khoảng 6,6 USD/kg, ức gà không xương khoảng 7,7 USD/kg; gà nguyên con giá thấp nhất cũng 3,97 USD/kg. Thế nhưng nhập về Việt Nam lại bán quá rẻ, chẳng hạn đùi gà chỉ bán trên dưới 20.000 đồng/kg (chưa đến 1 USD/kg). Giá gà công nghiệp xuất trại của Mỹ 20.000 đồng/kg. Sau khi chế biến giết mổ (hao hụt 30% vì bỏ lông, đầu và lòng), giá tăng lên 30.000 đồng/kg. Đến khâu cấp đông, tính cả tiền điện và phí khác giá lên khoảng 36.000 đồng/kg, cộng thêm chi phí vận chuyển về Việt Nam (ước 3.000 đồng/kg), giá tăng lên 39.000 đồng. Sau khi cộng thuế suất nhập khẩu, các phí khác giá gà Mỹ đáng lẽ khoảng 45.000 đồng/kg. Nếu tính chi phí để đưa ra thị trường còn cao hơn giá gà Việt Nam rất nhiều.

## Loài hoang dã

### Chuột túi
Hiện nay, Australia kêu gọi người dân ăn thịt bớt kangaroo, loài vật biểu tượng của nước này, để giải quyết tình trạng số lượng kangaroo tăng vượt tầm kiểm soát và để tránh lãng phí khi chúng bị tiêu hủy. Số lượng kangaroo đang tăng mạnh từ 27 triệu con năm 2010 lên 45 triệu con năm 2016, lượng mưa lớn ở Australia trong khoảng 10 năm qua khiến cây cối phát triển mạnh. Thức ăn dồi dào dẫn đến số lượng kangaroo tăng nhanh, nguyên nhân khác là con người khiến một số kẻ thù tự nhiên của kangaroo tuyệt chủng như chó sói túi
Số lượng kangaroo hiện nhiều gần gấp đôi dân số Australia, ảnh hưởng xấu đến hệ sinh thái của nước này, sự gia tăng nhanh chóng về số lượng loài vật này có thể đe dọa đa dạng sinh học. Kangaroo có thể ăn sạch cây cối, khiến các loài chim và động vật khác không còn thức ăn và nơi cư trú. Chúng cũng ăn hết cỏ trên mặt đất, gây ra tình trạng xói mòn nghiêm trọng ở những khu vực đang nỗ lực bảo vệ đất khỏi sa mạc hóa. Chính quyền kêu gọi người dân tham gia giải quyết tình trạng này. Việc để số lượng kangaroo tăng nhanh mất kiểm soát như vậy còn kém nhân đạo hơn so với giết thịt, vì hàng triệu con có thể chết trong đợt hạn hán.
Khi chính phủ Úc công bố kế hoạch tiêu hủy một triệu con chuột túi, với mục đích bảo vệ đồng cỏ và những loài vật khác, tranh luận lại nổ ra. Những người phản đối cho rằng giảm số lượng chuột túi chưa chắc cải thiện được môi trường, không có bằng chứng thuyết phục cho thấy chuột túi gây tổn hại hệ sinh thái. chuột túi góp phần ngăn chặn cháy rừng và làm đất đai thêm màu mỡ, khoảng 1,6 triệu con chuột túi đã bị tiêu hủy năm 2016 - một con số tương đương với năm trước đó.

### Diều hoa

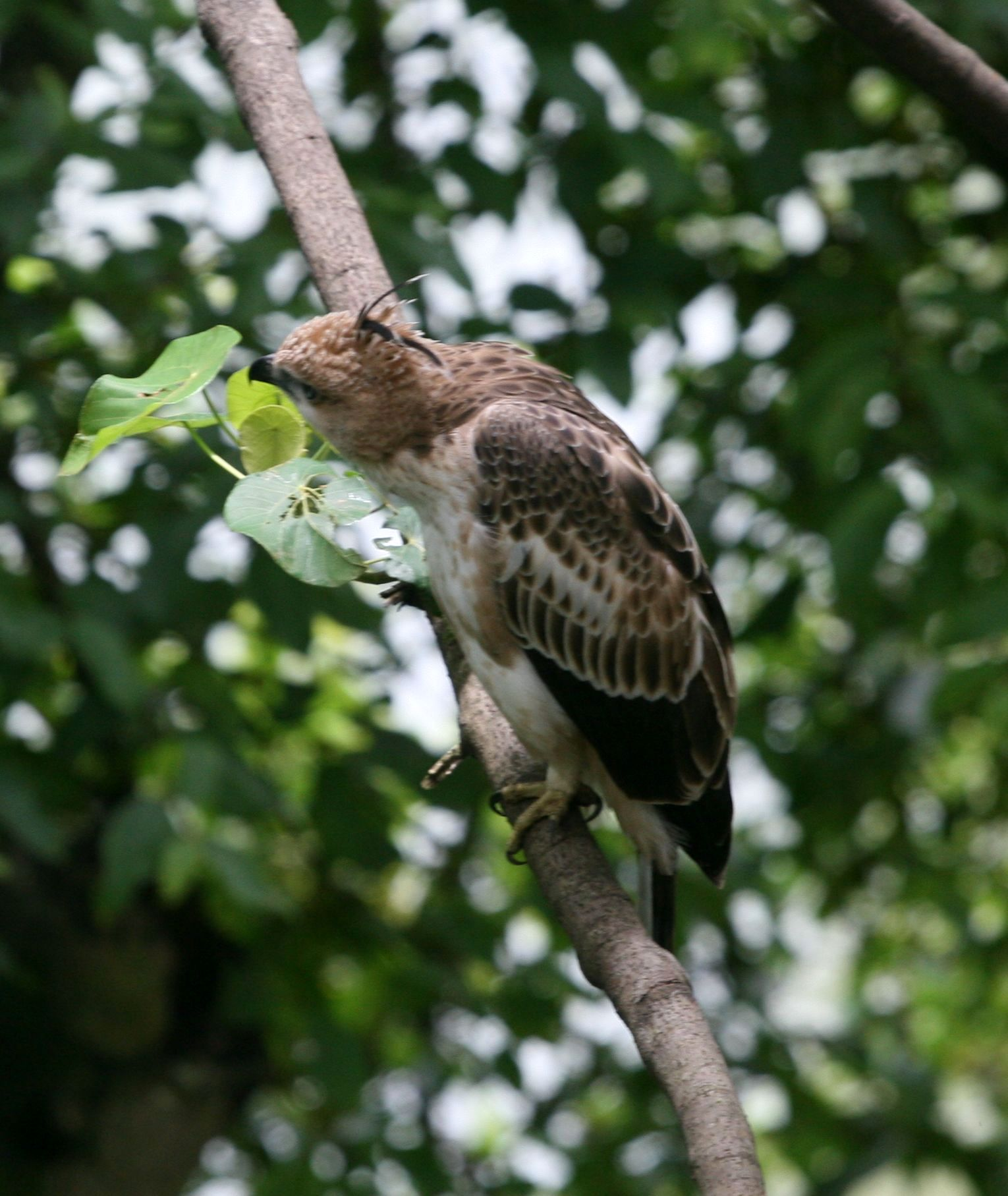
Những con diều hoa từng bị tiêu hủy ở Việt Nam vì lý do dịch bệnh

Ở Việt Nam có vụ cơ quan chức năng tiêu hủy bốn cá thể chim cú và chim diều hoa quý hiếm nhưng không rõ nguồn gốc và mang bệnh khi bao dứa có chứa bốn con chim màu nâu, trong đó có hai con chim cú và hai con chim diều hoa với tổng trọng lượng 2,5 kg. chim cú và chim diều hoa là những giống chim quý, hiếm đã bị cấm khai thác và cần được bảo vệ vẫn phải tiêu hủy bốn cá thể chim trên dù đó là giống chim quý, hiếm và trong danh sách cần được bảo vệ, cấm khai thác. Chi cục Thú y đã có thông báo bốn cá thể chim này mang mầm bệnh nên không thể thả chúng về khu bảo tồn thuộc thôn Đồng Sơn, xã Kỳ Thượng, huyện Hoành Bồ, Quảng Ninh để tránh lây dịch bệnh cho các loài khác. Cơ quan chức năng đã hoàn tất hồ sơ, cho khám dịch bệnh bốn cá thể chim và có yêu cầu tiêu hủy vì mang dịch bệnh.